# Laboratório do FBI
O Laboratório do FBI é uma divisão do Federal Bureau of Investigation dos Estados Unidos que fornece serviços de suporte de análise forense para o FBI, bem como para agências de aplicação da lei estaduais e locais gratuitamente. O laboratório está localizado na Base do Corpo de Fuzileiros Navais de Quantico, Virginia. Inaugurado em 24 de novembro de 1932, o laboratório foi inicialmente conhecido como Laboratório Técnico. Tornou-se uma divisão separada quando o Bureau of Investigation (BOI) foi renomeado como FBI.
O Laboratório possui aproximadamente quinhentos especialistas científicos e agentes especiais. O laboratório geralmente goza da reputação de primeiro laboratório criminal dos Estados Unidos. No entanto, durante a década de 1990, sua reputação e integridade foram alvo de duras críticas, principalmente devido às revelações do agente especial Frederic Whitehurst, o denunciante mais proeminente da história do Bureau. Whitehurst era um crítico severo de conduta no laboratório. Ele acreditava que a falta de recursos havia afetado as operações e que os técnicos do Laboratório tinham um viés pró-promotoria. Ele sugeriu que eles eram agentes do FBI primeiro e cientistas forenses em segundo, devido à cultura institucional do Bureau, que resultou na contaminação de evidências.

## História
De setembro de 1934 a setembro de 1975, o laboratório estava localizado no 6.º andar e no sótão do prédio do Departamento de Justiça em Washington, D.C. Visitas públicas à área de trabalho do laboratório estavam disponíveis até que o FBI se mudou para o outro lado da rua para o recém-construído Edifício J. Edgar Hoover em 1974. Visitas ao Edifício J. Edgar Hoover estavam disponíveis, mas a rota da excursão se afastou da área de trabalho do laboratório, vedando assim o laboratório da vista do público. O Laboratório se expandiu a tal ponto que o Centro de Treinamento e Pesquisa em Ciência Forense (FSRTC) foi estabelecido na Academia do FBI em Quantico, Virgínia. Os métodos do FSRTC ajudaram a estabelecer práticas forenses padronizadas para as agências de aplicação da lei. O Laboratório do FBI está em Quantico desde a mudança de Washington desde abril de 2003.

### Denúncia
Frederic Whitehurst, que ingressou no FBI em 1982 e serviu como Agente Especial de Supervisão no Laboratório de 1986 a 1998, denunciou a má conduta científica no Laboratório. Como resultado da denúncia de Whitehurst, o Laboratório do FBI implementou quarenta reformas importantes, incluindo passar por um processo de credenciamento. As reformas ocorreram sob o comando do chefe do FBI Louis Freeh, que serviu de 1993 a 2001.
A denúncia de Whitehurst na década de 1990 e os julgamentos adversos de publicidade, nos quais os funcionários do Laboratório do FBI foram revelados como incompetentes ou falsos, levaram a grandes mudanças. De acordo com o livro de John F. Kelly e Phillip K. Wearne, Tainting Evidence: Inside the Scandals at the FBI Crime Lab (1998), o Laboratório Criminal do FBI foi prejudicado pela falta de financiamento e uma entropia institucional enraizada na crença dos funcionários do laboratório de que eles eram os melhores especialistas forenses do país, senão do mundo. Alguns funcionários do laboratório não conseguiram se manter atualizados com os desenvolvimentos da ciência forense.
Os dois autores concluíram que o pior problema era que os funcionários do laboratório eram agentes do FBI, e não puros cientistas forenses. O paradigma investigativo do detetive era antitético ao paradigma investigativo do cientista. Os funcionários do laboratório começaram a trabalhar ao contrário, a partir de uma conclusão predeterminada pelos promotores a quem serviam, e procuraram justificar essa conclusão em vez de usar paradigmas de pesquisa científica.

## Controvérsias do século XXI
O uso mais difundido de testes de DNA no final do século XX trouxe um escrutínio renovado à confiabilidade científica de muitas das análises forenses do Laboratório do FBI. "Especialistas científicos consideram o DNA — que se tornou amplamente usado nos tribunais na década de 1990 — como o único indicador quase certo de uma correspondência forense".

### Análise de cabelo
A confiabilidade científica da análise de cabelo do FBI foi questionada, pois o teste de DNA exonerou pessoas condenadas onde a única evidência física era a análise de cabelo. Além disso, em uma alta porcentagem de casos, o FBI descobriu que suas testemunhas especialistas exageraram na confiabilidade da análise do cabelo em depoimentos em processos judiciais. Em 2013, o Departamento de Justiça iniciou uma revisão de milhares de casos de 1982 a 1999 encaminhados ao FBI para análise do cabelo. Em 2015, constatou que isso incluía 32 condenações à pena de morte, das quais 14 pessoas morreram na prisão ou foram executadas, e limitou sua revisão a casos que foram a tribunal. Concentrou-se em casos em que a análise do cabelo teve participação nas condenações, a fim de acompanhar os réus.
Em uma investigação subsequente em 2012, o DOJ descobriu que as evidências relacionadas à análise do cabelo foram falsificadas, alteradas ou suprimidas, ou que os agentes do FBI exageraram na base científica de seu testemunho, em detrimento dos réus. Em 2013, o Departamento de Justiça iniciou uma revisão dos casos encaminhados a eles para análise do cabelo de 1982 a 1999, até dez mil casos, para determinar se o testemunho de seus agentes resultou em condenações injustas. Os testes de DNA revelaram que alguns presos condenados são inocentes das acusações de crime violento contra eles. Em 2015, o FBI relatou que suas testemunhas especialistas exageraram na confiabilidade da análise do cabelo ao combinar suspeitos em 96% das vezes, provavelmente influenciando a condenação de alguns réus.
Os casos ainda estão sendo revertidos como resultado de depoimentos incorretos na análise do cabelo. Em 2012, o teste de DNA revelou a inocência de três internos do Distrito de Columbia que foram condenados à prisão perpétua e cumpriram pena de anos com base em evidências de análises de cabelo e testemunhos de especialistas do FBI. Eles receberam grandes assentamentos da cidade por causa de condenações injustas e danos dos anos perdidos.

### Análise de bala e arma
A análise de balas e armas é outra disciplina forense que foi identificada em estudos recentes como sendo menos confiável cientificamente do que se pensava. O Bureau estabeleceu uma comissão interdisciplinar em 2013 para estabelecer os mais altos padrões científicos em testes forenses e para entender os limites desses testes e como eles podem ser usados corretamente em tribunais.
Com uma atenção redobrada ao rigor científico em seus testes forenses, o laboratório do FBI em 2005 abandonou sua prática de quatro décadas de rastrear balas até o lote de um fabricante específico por meio de análise química, depois que seu método foi cientificamente desmascarado. Um painel da Academia Nacional de Ciências levantou preocupações sobre a confiança do FBI em testes forenses em um relatório de 2009 que "descobriu que quase todos os produtos básicos da ciência forense são cientificamente incorretos" e altamente subjetivos.

### Análise de marca de mordida
Em 2016, um homem foi exonerado e libertado na Virgínia, com base em evidências de DNA, depois de cumprir 33 anos de prisão. Ele havia sido condenado por estupro e assassinato e sentenciado à prisão perpétua em parte com base em vários especialistas do FBI que testemunharam a identificação dele por padrões de mordidas, para uma "certeza médica". Os cientistas dizem que essa certeza é impossível de obter com esse teste. O teste de DNA mostrou que ele não era o autor do crime. Como noticiou o Washington Post, "Nenhum tribunal nos Estados Unidos barrou a evidência definitiva, apesar de 21 condenações injustas conhecidas, uma moratória proposta no Texas e pesquisas mostrando que os especialistas não podem concordar consistentemente mesmo sobre se os ferimentos são causados por dentes humanos". Este teste forense tem sido altamente suspeito por alguns anos, mas promotores e policiais continuam a confiar nele, e agentes do FBI fazem alegações sobre ele.